# Biblioteca Fardelliana
La Biblioteca Fardelliana è una storica biblioteca pubblica ed emeroteca di Trapani, fondata nel 1830 dal nobile trapanese Giovanbattista Fardella, allora ministro della guerra del Regno delle Due Sicilie, sita nella ex chiesa San Giacomo, un tempo sede della Confraternita della Carità della Santa Croce.

## Storia
Il generale Fardella di Torrearsa donò gran parte dei suoi libri e carteggi e, insieme allo storico Giuseppe Di Ferro, aprì al pubblico la Pubblica Biblioteca Comunale del Capovalle, che nel marzo 1831 divenne Fardelliana, e posta nel Palazzo della Compagnia dei Bianchi. 
La sede, dopo il 1860, fu posta nella ex chiesa di S. Giacomo Maggiore  edificata nel XIII secolo dai Cavalieri dell'ordine equestre di San Giacomo di Compostela, ristrutturata nel secolo XVI e da Giovanni Biagio Amico nel 1740-47.
La biblioteca si costituì in Ente morale il 9 settembre 1889, condotanti il Comune e la Provincia di Trapani, e dal 2014 con bilancio a carico del solo Comune.
L'edificio fu restaurato nel 2008 dalla Regione con circa un milione di euro dei fondi UE del POR 2000-2006. Le colonne che si possono ammirare nella "Sala Fardella" furono portate dalla chiesa di San Rocco e sono gli ultimi reperti della Trapani araba.

## Opere
La biblioteca ha un patrimonio totale di oltre 170.000 volumi,
compresi manoscritti antichi miniati, incunaboli, corali, l'archivio del Senato cittadino, i carteggi di Antonio Scontrino, Giuseppe Polizzi, Alberto Buscaino Campo, Vincenzo Fardella di Torrearsa e Nunzio Nasi. Il testo più antico è un incunabolo di Sant'Agostino stampato a Colonia nel 1467. Contiene oltre 145 000 documenti e un'attrezzata emeroteca.

## La rivista
La Biblioteca edita dal 1982 una rivista quadrimestrale, che prende nome di La Fardelliana. La presentazione del primo numero fu fatta dall'allora parlamentare regionale Vincenzo Occhipinti.
L'ultimo numero è del 1999.

## Direttori
- Rocco Mazzarese: da aprile 1830 a giugno 1872
- Giuseppe Polizzi: da giugno 1872 a settembre 1880
- Fortunato Mondello: da settembre 1880 a luglio 1908
- Carlo Alestra: da luglio 1908 a giugno 1926
- Cristoforo Ruggeri (reggente): da giugno 1926 a ottobre 1930
- Michele Ongano: da ottobre 1930 a luglio 1957
- Salvatore Fugaldi: da luglio 1957 a marzo 1987
- Francesco Infranca (reggente): da marzo 1987 a maggio 1989
- Nicolò Savalla (reggente): da maggio 1989 a giugno 1990
- Salvatore Costantino (reggente): da giugno 1990 a maggio 1992
- Margherita Giacalone: dal giugno 1992[12]